# クリベッジ

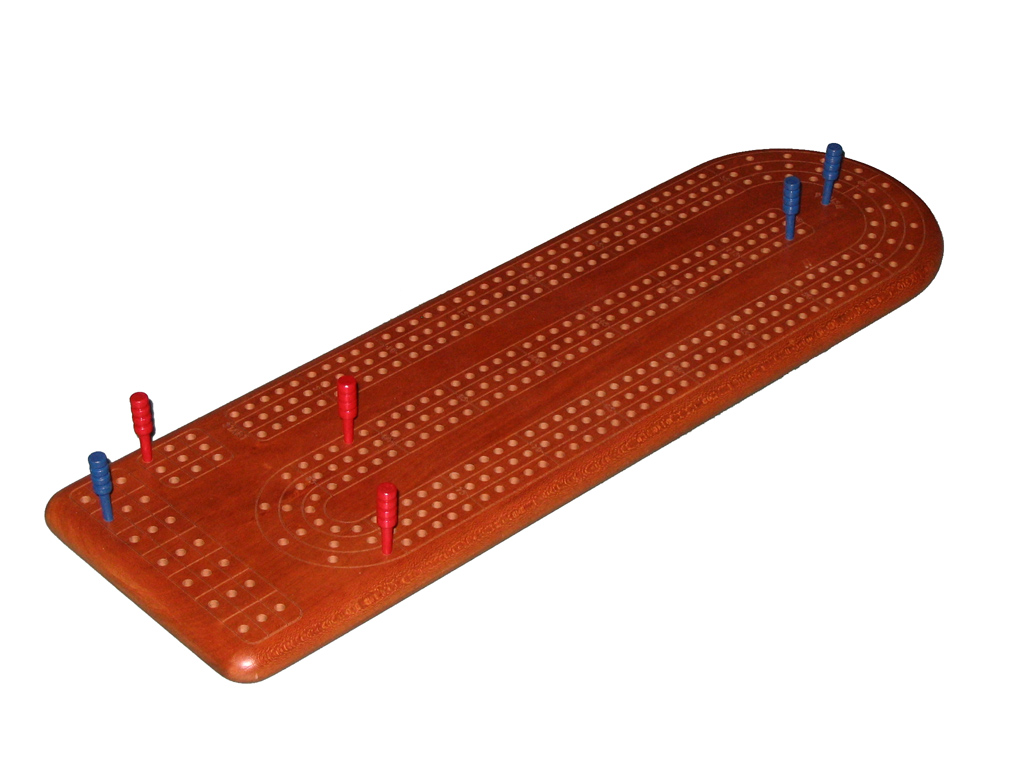
120の穴をもつクリベッジ用スコアボード

クリベッジ (Cribbage) は、トランプゲームの1つ。

## 遊び方・ルール
通常は2人で遊ぶ。トランプはジョーカーを除いた52枚を使用する。
カードのスート間に強弱はない。Aは常に1と扱われ、Kより高位になることはない。数字の合計などを求めるときは、Aは1、2～9はその数、10と絵札は10として扱う。
このゲームの最終目的は、合計で121点以上の得点を得ることである。ゲームは以下の手順で行われるが、誰かが121点以上の得点を得た時点で終了となり、プレイや手役の得点計算の途中でもゲームは打ち切られる。
1. お互いに札を引き、大きな数を引いた方が親になる。
2. 親がカードをお互いに6枚ずつ配る。残りのカードは山札とする。
3. 各プレイヤーは手札から2枚のカードを裏向きに捨てる。捨てられたカードは「クリブ」と呼ばれ、親のものとなる。クリブはプレイには直接使われず、クリブの得点を計算する時まで表向きにしない。
4. 子は山札をカットし、親は切られた山札の一番上のカードをめくる。めくられたカードは「スターター」と呼ばれ、プレイには直接使われないが、プレイ終了後の手役を計算するときに重要となる。なお、スターターでJが出た場合、親に即座に2点が入る（ヒズ・ヒール）。
5. 子から交互に手札を1枚ずつ自分の前に出す。このとき、出されたカードの合計を宣言する。この合計が31を超えるようなカードは出すことができない。また、出したカードで役（後述）ができる場合、獲得点数も宣言する。
  - 例：最初に子が5を出したとき「5」と宣言する。次に親が6を出したときは「11」と宣言する。
6. どの手札を出しても31を超える場合、「ゴー」と宣言する。「ゴー」を宣言された場合、残ったプレイヤーは自分が出せなくなるまでカードを出す。
7. 合計が31になった場合、最後にカードを出したプレイヤーは2点を得る（31（サーティーワン））。31に達する前に誰もカードを出せなくなった場合、最後にカードを出したプレイヤーが1点を得る（ラストカード）。誰かに手札が残っている場合、合計を0に戻し、最後にカードを出したプレイヤーの相手の方から5.～7.のプレイを繰り返す。
8. 全員の手札がなくなったら、手札の役（後述）を集計する。その後クリブを公開し、その点数を計算する。クリブの点数は親が得る。
9. 親を交代し、2.から繰り返す。

### プレイ中の役
以下はカードを場に出したときに得られる役である。
15（フィフティーン）
場のカードの合計が15になったとき、カードを出したプレイヤーは2点を得る。
ラン
場のカードで3枚以上の連続する組ができたとき、その枚数に等しい点数を得る。このときスートは問わない。
必ずしも数字が順番につながっている必要はなく、例えば４、３と出された後に５を出してもランとなる。
ペア
直前に出たカードと同じ数字のカードを出したとき、そのプレイヤーは2点を得る。
ペアの直後に更に同じカードを出した場合、6点を得る（ペア・ロイヤル）。
ペア・ロイヤルの直後に更に同じカードを出した場合、12点を得る（ダブル・ペア・ロイヤル）。

### 手札の役
1. 子の手役（子の手札4枚とスターターの組み合わせ）
2. 親の手役（親の手札4枚とスターターの組み合わせ）
3. クリブの手役（クリブ4枚とスターターの組み合わせ）

の順に役を数えて得点を加える。
以下は手札の組み合わせによって得られる役である。同じ役が複数の組み合わせで成立する場合、全ての組み合わせに対して得点を得ることができる。
15（フィフティーン）
合計が15になる組がある場合、1組につき2点を得る。
ラン
3枚以上の連続する数字の組がある場合、組の枚数分の点数を得る。スートは問わない。
5♥ 6♦ 6♣ 7♠ のような場合、5♥ 6♦ 7♠ と 5♥ 6♣ 7♠ の2組があるとみなされ、得点は3×2＝6点となる。5♥ 6♦ 7♣ 8♠ の場合は 5♥ 6♦ 7♣ と 6♦ 7♣ 8♠ の2組とはみなさず、得点は4点となる。
ペア
同じ数のカードが2枚あるとき2点を得る。3枚の時には6点、4枚の時には12点を得る。
フラッシュ
スターターを除く4枚のカードが同じスートだった場合、4点を得る。スターターも同じスートだった場合、更に1点を得る。ただし、クリブにおいては、スターターを含めた5枚が同じスートのときのみ得点となる。
ヒズ・ノブ
スターターと同じスートのJを持っている場合、1点を得る。

## 歴史
ジョン・オーブリーによれば、17世紀初頭にイギリスの詩人ジョン・サックリング(en)によって "noddy" というゲームを基に考えられた。"noddy" は既に忘れられているが、クリベッジは英語圏における一般的なゲームとして生き残っている。
クリベッジはアメリカの潜水艦において、「公式な」娯楽として特別な位置を占めている。アメリカの太平洋艦隊で最も古い現役の潜水艦の司令官室には、第二次世界大戦時の司令官であるリチャード・オカーンも使用していたクリベッジボードが置かれている。このボードは、最も古い潜水艦が退役するときに次に古い現役の潜水艦（即ち新たに最古参となる潜水艦）に引き継がれる。

## クリベッジボード
クリベッジは点数の変動が激しいため、点数を記録するための専用のボードが存在している。
このボードには 120 の穴が開いており、対応する場所にペグを立てることによって点数を表す。
一部のボードには点数とは別に勝ったゲーム数を記録する場所があるものもある。